# Kątomierz działowy
Kątomierz działowy – artyleryjski przyrząd optyczny.
Przyrząd posiada zastosowanie w działach do wycelowania ich w dwóch płaszczyznach: poziomej oraz pionowej. Jego zasadnicza część to luneta teleskopowa posiadająca układ pryzmatów. Górna część kątomierza posiada prostokątny pryzmat obracający się w płaszczyźnie poziomej wraz z odpowiednią skalą o kąt 360°. Jest tam także bęben nachyleń, którego zadanie polega na wycelowaniu działa w płaszczyźnie pionowej i przeziernik służący do orientacyjnego wycelowania działa, który zastępuje układ optyczny, gdyby ten uległ uszkodzeniu. Posiada również krąg odchyleń służący do celowania w płaszczyźnie poziomej, a obracający się razem z pryzmatem przez pokręcanie bębna odchyleń. Poniżej kręgu znajduje się nieruchomy wskaźnik. Kątomierz przeważnie jest połączony z celownikiem działa.